# Stránská skála

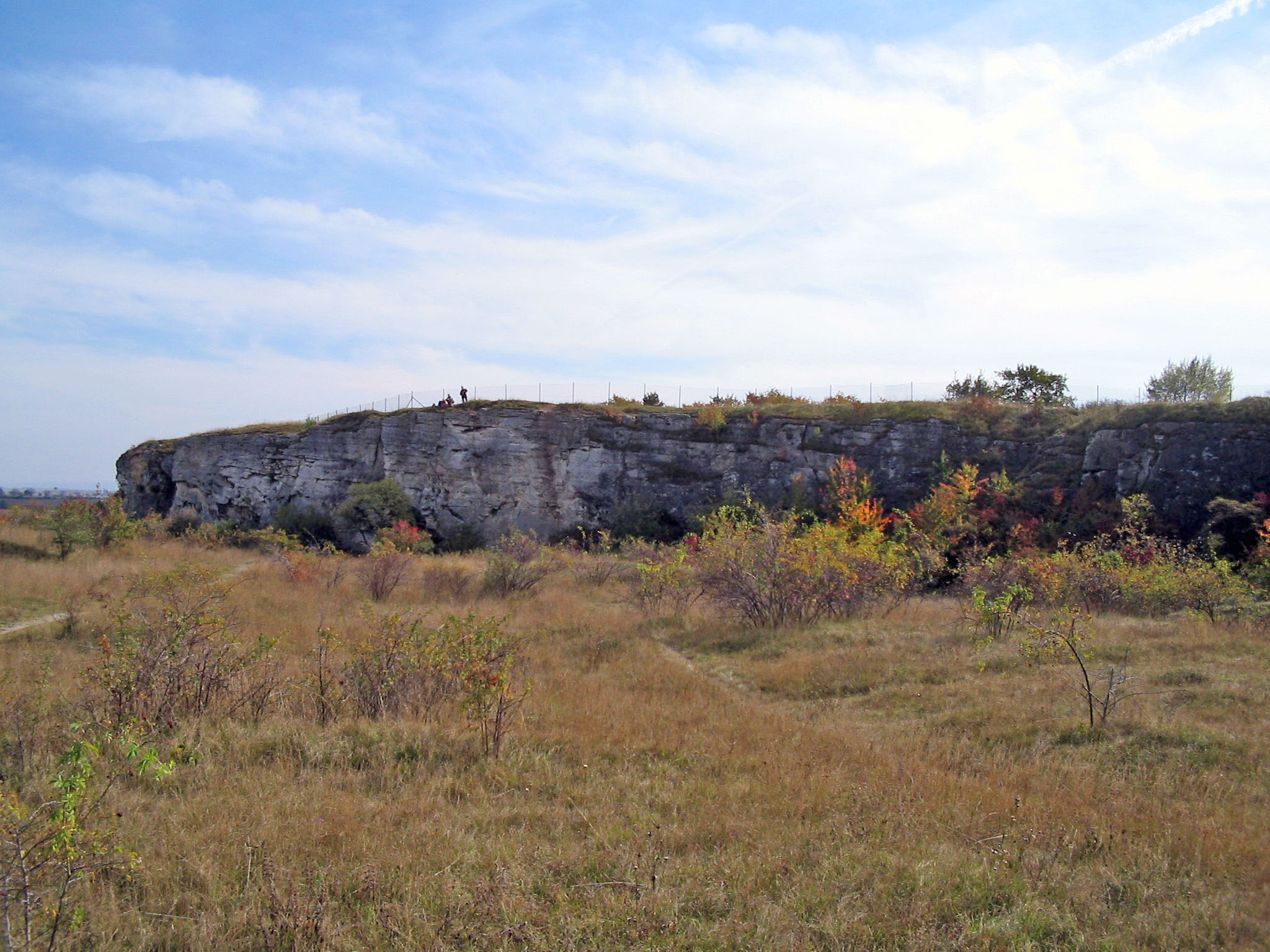
Stránská skála

Stránská skála (deutsch Lateiner Berg) ist ein nationales Naturdenkmal am Stadtrand von Brno in Tschechien. Es wurde 1978 ausgerufen und besteht aus einem 16,6 Hektar großen freistehenden Felsen aus Jura-Kalkstein. Das Gebiet ist als paläontologischer und archäologischer Fundort international bekannt. An fossilen Funden sind sowohl gesteinsbildende Meereslebewesen als auch Großsäuger und Höhlenbewohner des Quartärs von wissenschaftlichem Interesse. In einer der etwa 29 Höhlen fand man mehr als 500.000 Jahre alte Siedlungsspuren des Homo erectus, und im Jungpaläolithikum entwickelte sich hier eine florierende Steinindustrie.
In der Gegenwart bietet der Felsen Lebensraum für viele Tiere und Pflanzen. 429 Taxa höherer Pflanzen wurden hier gezählt, 50 davon stehen auf der Roten Liste gefährdeter Arten.